# Фишер, Ольферт
Йохан Ольферт Фишер (дат. Johan Olfert Fischer; 4 августа 1747, Копенгаген, Датско-норвежская уния — 18 февраля 1829, Копенгаген, Дания) — датский флотоводец, вице-адмирал (1825 год).

## Биография

### Ранние годы
Ольферт родился 4 августа 1747 года в семье датского вице-адмирала Ольферта Фатствайра Фишера и его жены Анны. Он решил пойти по стопам своего отца и сделать военно-морскую карьеру, записавшись в матросы в 1763 году. Когда он был лейтенантом, его карьера была отброшена назад из-за связи с проституткой, произошедшей во время службы Фишера в карауле на острове Хольмен. Проститутка усугубила позор Ольферта, обвинив его в насильственных действиях. Военный суд ей поверил и наказал Фишера. Он был понижен в матросы на один год.
Восстановив свою репутацию, в 1784 года Фишер дослужился до звания капитана и был отправлен в Вест-Индию в качестве командира корабля «Борнхольм». Во время этого трёхлетнего плавания он впервые познакомился со своим будущим противником — капитаном корабля «Борей» Нельсоном.

### Копенгагенское сражение
К 1801 году Фишер успел дослужиться до звания коммодора. Ему было поручено возглавить морскую оборону Копенгагена во время революционных войн. Находясь на борту своего флагмана «Даннброг» он пытался организовать комплексную защиту, постоянно отражая атаки вторгшейся армады Нельсона. Однако дела у датчан сразу пошли неважно — «Даннброг» рано загорелся и Фишеру пришлось перенести свою команду на другой корабль, который вскоре получил серьёзные повреждения. Ольфрету пришлось отступать к береговой батарее. В этих условиях Фишер не мог иметь достаточного контроля над ситуацией, и Нельсон склонялся к тому, что он сдастся. Однако датский флот отчаянно сопротивлялся, и британцы были вынуждены прекратить огонь.

### Жизнь после сражения
Раненого Фишера почитали как национального героя, он был награждён за свою храбрость. Ольферт остался флотоводцем и был повышен до вице-адмирала. Он умер 18 февраля 1829 года и был похоронен на кладбище реформатской церкви в Копенгагене.

## Наследие
Несмотря на то, что некоторые историки критиковали Фишера и сводили его значение к минимуму, он до сих пор остаётся одним из главных датских военных героев. В честь него был назван один из главных кораблей Королевского датского флота до Первой мировой войны, монитор «Ольферт Фишер». Это судно, построенное в 1900 году и введённое в эксплуатацию в 1903 году, в 1911 году принимало участие в коронации Георга V. Современный корвет типа «Нильс Юэль» «Ольферт Фишер» был введён в эксплуатацию в 1981 году. Он использовался в войнах в Персидском заливе в 1990 и 2003 годах.

### В музыке
Фишер упоминается в композиции «The Hope» Фредерика Маля, премьера которой состоялась на двухсотлетие Копенгагенского сражения 1 и 2 апреля 2001 года.

### В играх
Ольферт Фишер встречается в игре European War IV: Napoleon. Он появляется в нескольких миссиях как противник, кроме того его можно назначить в качестве генерала или адмирала своим войскам.